# Yannis Voisard
Yannis Voisard (* 26. Juli 1998 in Fontenais) ist ein Schweizer Radrennfahrer, der im Strassenradsport aktiv ist.

## Sportlicher Werdegang
Yannis Voisard begann im Alter von 10–11 Jahren mit dem Radsport. Als Junior fuhr er für das Schweizer Team GS Ajoie en Suisse und das französische Team EC Baume-les-Dames. Nach dem Wechsel in die U23 wurde er zunächst Mitglied im Roth-Akros Development Team, bevor er zur Saison 2018 in das UCI Continental Team von Akros übernommen wurde.
Zur Saison 2020 wechselte Voisard in die Swiss Racing Academy. Insbesondere beim U23-Etappenrennen Giro Ciclistico d’Italia 2020 machte er als Sechster der Gesamtwertung auf seine Fähigkeiten als Bergfahrer aufmerksam. In der Saison 2021 nahm er erneut am Giro Ciclistico d’Italia teil und entschied die letzte Bergetappe vor dem späteren Gesamtsieger Juan Ayuso für sich. In der zweiten Saisonhälfte bekam er die Möglichkeit, als Stagiaire für das Team Arkéa-Samsic zu fahren, jedoch kam kein Anschlussvertrag zu Stande.
Weiter für die Swiss Racing Academy bzw. ab Mai Tudor Pro Cycling fahrend, sicherte er sich bei der Alpes Isère Tour 2022 mit dem zweiten Platz auf der letzten Etappe noch den Gewinn der Gesamtwertung. Im Oktober startete er bei den erstmals ausgetragenen UCI-Gravel-Weltmeisterschaften und belegte Platz 23. Mit der Lizenzierung als UCI ProTeam ab der Saison 2023 erhielt Voisard einen festen Vertrag beim Team Tudor Pro Cycling. 2023 gewann er eine Etappe der Ungarn-Rundfahrt.

## Erfolge
2021
- eine Etappe Giro Ciclistico d’Italia

2022
- Gesamtwertung Alpes Isère Tour

2023
- eine Etappe Tour de Hongrie

## Grand Tour-Platzierungen
| Grand Tour        | 2025 |
| ----------------- | ---- |
| Giro d’ItaliaGiro | 32   |